# گزانی بولو
گِزَنی بالا (به لاتین: Gezani Bolo) یک منطقهٔ مسکونی در تاجیکستان است که در ولایت سغد واقع شده‌است.